# Rune Høydahl
Rune Christopher Høydahl (* 10. Dezember 1969 in Drammen, Norwegen) ist ein ehemaliger norwegischer Mountainbiker, Triathlet und zweifacher Olympionike (1996, 2000).

## Werdegang
Im Mountainbike erlangte Høydahl elf Weltcupsiege und wurde dreimal Zweiter im Gesamtweltcup.
Høydahl war damals der erste dem es gelang, Weltcupsiege im Downhill und im Cross Country zu erlangen. Zwischen 1992 und 2003 wurde er neunfacher nationaler Meister Mountainbike.
Im Cross Country gewann Høydahl 1996 bei den Weltmeisterschaften die Silbermedaille.
Bei den Olympischen Sommerspielen 1996 in Atlanta startete Høydahl für Norwegen im Cross Country Mountainbike. Mountainbike war 1996 erstmals olympische Disziplin und Høydahl erreichte den elften Rang. Bei den Olympischen Sommerspielen 2000 war Høydahl wieder dabei, erreichte aber das Ziel nicht.
Nach seinem Rücktritt vom aktiven Radsport konnte Høydahl im Jahr 2004 die zweite Austragung des Norseman Xtreme Triathlon gewinnen und dabei den Streckenrekord um über eine Stunde verbessern.
Høydahl lebt in Sande, unweit südlich von seinem Geburtsort Drammen. Er leitet heute sein eigenes Mountain-Bike-Team, das Team Etto/Høydahl.

## Sportliche Erfolge
- Norwegischer Meister Downhill 1992
- Norwegischer Meister Cross Country 1992, 1994, 1997, 1998, 2000, 2003
- Norwegischer Meister Cyclo-Cross 2001, 2002

| Datum/Jahr | Rang | Wettbewerb                                     | Austragungsort | Zeit | Bemerkung                                                 |
| ---------- | ---- | ---------------------------------------------- | -------------- | ---- | --------------------------------------------------------- |
| 2000       | DNF  | Olympische Sommerspiele 2000                   | Sydney         | –    | Cross Country Mountainbike; in der 1. Runde ausgeschieden |
| 1996       | 11   | Olympische Sommerspiele 1996                   | Atlanta        |      | Cross Country Mountainbike (47,7 km)                      |
| 1996       | 2    | UCI-Mountainbike-und-Trial-Weltmeisterschaften | Cairns         |      | Vize-Weltmeister Cross Country                            |

| Datum/Jahr    | Rang | Wettbewerb                | Austragungsort | Zeit     | Bemerkung |
| ------------- | ---- | ------------------------- | -------------- | -------- | --- |
| 5. Aug. 2012  | 7    | Norseman Xtreme Triathlon | Eidfjord       | 11:15:27 | 10-jähriges Jubiläum |
| 11. Sep. 2004 | 23   | Xterra Germany            | Titisee        | 02:52:05 | hinter dem Schweizer Olivier Marceau |
| 2004          | 1    | Norseman Xtreme Triathlon | Eidfjord       | 11:30:08 | einer der härtesten Triathlon-Bewerbe weltweit über 3,8 km Schwimmen, 180 km Radfahren und 42,2 km Laufen (5500 hm) – neuer Streckenrekord |

(DNF – Did Not Finish)